# Bako Sahakjan
Bako Sahaki Sahakjan (armensko Բակո Սահակի Սահակյան), armenski politik, * 30. avgust 1960, Stepanakert.
Med letoma 2007 in 2020 je bil tretji predsednik neodvisne Republike Arcah. Za predsednika je bil prvič izvoljen 19. julija 2007, ponovno pa 19. julija 2012 s skoraj dvotretjinsko večino. Leta 2017 je bil posredno ponovno izvoljen za triletni mandat. Sahakjana je zamenjal Arkadija Gukasjana, ki je predsedniško funkcijo opravljal dva petletna mandata.

## Življenjepis
Sahakjan se je rodil 30. avgusta 1960 v Stepanakertu, glavnem mestu Gorskokarabaške avtonomne oblasti znotraj Azerbajdžanske republike. Po služenju v sovjetski vojski je devet let delal v tovarni Stepanakert. Leta 1990 se je pridružil obrambni vojski Gorskega Karabaha, kjer je postal namestnik poveljnika. Leta 1999 je bil imenovan za notranjega ministra Gorskega Karabaha. Prav tako je vodil varnostno službo Gorskega Karabaha, in sicer od leta 2001 do junija 2007, ko je odstopil, da bi kandidiral na predsedniških volitvah v Gorskem Karabahu leta 2007.

## Predsednik države
Sahakjan je kandidiral kot neodvisen kandidat in na volitvah zmagal s 85 odstotki glasov. Volivci naj bi Sahakjanu glas namenili predvsem zaradi njegovega dela v varnostnih službah. Obljubil je, da bo za Arcah zahteval popolno neodvisnost, in sicer po zgledu mednarodnega priznanja Kosova kot neodvisne države, kar bo po njegovih besedah utrlo pot sprejemanju suverenosti Arcaha. Leta 2012 je bil ponovno izvoljen za drugi petletni mandat  nato pa ga je arcaški državni zbor leta 2017 posredno izvolil še za triletno obdobje. Leta 2020 ga je nasledil Arajik Harutjunjan, ki je prej služboval kot premier.

### Zasebno
Sahakjan je poročen in ima dva otroka.